# JC on the Set
JC on the Set – debiutancki album jazzowego saksofonisty Jamesa Cartera nagrany przez James Carter Quartet 14 i 15 kwietnia 1993. Płyta, na której 24-letni wtedy Carter po raz pierwszy wystąpił w roli lidera własnego zespołu, została nagrana w Sound on Sound Studios w Nowym Jorku dla japońskiej wytwórni DIW. 23 sierpnia 1994 ukazało się jej amerykańskie wydanie DIW/Columbia Records.

## Muzycy
- James Carter – saksofony: altowy, tenorowy i barytonowy
- Craig Taborn – fortepian
- Jaribu Shahid – kontrabas
- Tani Tabbal – perkusja

## Lista utworów
| 1. | "JC on the Set" (James Carter)                                                | 6:25    |
|    |                                                                               |         |
| 2. | "Baby Girl Blues" (James Carter)                                              | 7:47    |
|    |                                                                               |         |
| 3. | "Worried and Blue" (Don Byas)                                                 | 8:07    |
|    |                                                                               |         |
| 4. | "Blues for a Nomadic Princess" (James Carter)                                 | 13:50   |
|    |                                                                               |         |
| 5. | "Caravan" (muz. Juan Tizol, Duke Ellington, sł. Irving Mills)                 | 9:43    |
|    |                                                                               |         |
| 6. | "Hour of Parting" (muz. Mischa Spoliansky, sł. Marcellus Schiffer)            | 8:18    |
|    |                                                                               |         |
| 7. | "Lunatic" (John Hardee)                                                       | 4:18    |
|    |                                                                               |         |
| 8. | "Sophisticated Lady" (muz. Duke Ellington, Irving Mills sł. Mitchell Parrish) | 6:41    |
|    |                                                                               |         |
|    |                                                                               | 1:05:09 |
|    |                                                                               |         |

## Informacje uzupełniające
- Produkcja – Kazunori Sugiyama
- Producent wykonawczy – Disk Union
- Inżynier dźwięku, miksowanie – Jim Anderson
- Asystenci inżyniera – John Siket, Devin Emke
- Mastering – Allan Tucker
- Autor tekstu wkładki do płyty – Howard Mandel
- Zdjęcia – Cheung Ching Ming